# Nacella terroris
Nacella terroris es una especie de molusco gasterópodo de la familia Nacellidae.

## Distribución geográfica
Se encuentra  en Nueva Zelanda.